# Тарнавський Зенон

Зенон Тарнавський

Зенон Тарнавський (9 вересня 1912, Самбір — 8 серпня 1962, Детройт, США) — український письменник, журналіст і театральний діяч, перекладач.

## Біографія
Родом зі Самбора Львівської обл. Закінчив Вищу журналістичну школу у Варшаві. У 1930-х роках співредактор газети «Українські Вісті» у Львові. Належав до Спілки молодих літераторів «12».
У 1942—1944 роках мистецький керівник театру «Веселий Львів» і директор Літературно-мистецького клубу у Львові.
На еміграції в Німеччині (1947—1948 редактор газети «Українська Трибуна», співробітник журналу «Арка» в Мюнхені), від 1949 року в США. Мешкав у Детройті. Викладав історію української культури й історію українського театру на курсах українознавства. Створив самодіяльну трупу під назвою «Театральне товариство».
Помер 8 серпня 1962 р. у Детройті (США).

## Творчість
Літературну діяльність почав у кінці 1930-х років. Друкувався в журналах і газетах: «Театр», «Київ», «Шлях перемоги» та ін.
Автор драматичних творів «Тарас Шевченко», «Чай у пана прем'єра» (у співавт. з Б. Нижанківсь-
ким), «День нашого відпочинку», «Характерники», «Дійство про чоловіка», збірки прозових творів
«Дорога на високий замок» (посм., 1964).
П'єси: «Тарас Шевченко», «Чай у пана прем'єра» і «Дійство про чоловіка» (середньовічна містерія — переклад з німецької) були виставлені на українській сцені.
Автор перекладів зі світової літератури.
Посмертна збірка новел і нарисів «Дорога на Високий замок», видана 1964 року накладом видавництва «Гомін України» та Інституту української культури в Америці, позначена рисами імпресіонізму.